# Final Four Euroliga 2014
La Final Four de la Turkish Airlines Euroleague 2014, que se disputó entre los días 16 y 18 de mayo de 2014, será recordada por tres días emocionantes de competición que vieron como el Maccabi Electra Tel Aviv conquistaba su 6º título continental.
Todos los partidos tuvieron lugar en el Mediolanum Forum, en Milán, Italia. En la primera semifinal el Maccabi Electra Tel Aviv derrotó al CSKA Moscow por 68-67, mientras que en la segunda semifinal el Real Madrid venció al FC Barcelona por 100-62. En la final, el Maccabi Electra Tel Aviv triunfó sobre el Real Madrid por 98-86, en la primera final con prórroga desde 1969.

## Cuadro
|  | Semifinales        | Semifinales        |    |              | Final              | Final              |  |
|  | 16 de mayo de 2014 | 16 de mayo de 2014 |    |              | 18 de mayo de 2014 | 18 de mayo de 2014 |  |
|  |                    |                    |    |              |                    |                    |  |
|  |                    |                    |    |              |                    |                    |  |
|  | FC Barcelona       | 62                 |    |              |                    |                    |  |
|  | Real Madrid        | 100                |    |              |                    |                    |  |
|  |                    |                    |    |              |                    |                    |  |
|  |                    |                    |    |              |                    |                    |  |
|  |                    |                    |    |              | Real Madrid        | 86                 |  |
|  |                    | Maccabi Tel Aviv   | 98 |              |                    |                    |  |
|  |                    |                    |    |              |                    |                    |  |
|  |                    |                    |    |              |                    |                    |  |
|  |                    |                    |    |              | Tercer puesto      |                    |  |
|  |                    |                    |    |              |                    |                    |  |
|  | CSKA Moscow        | 67                 |    | FC Barcelona | 93                 |                    |  |
|  | Maccabi Tel Aviv   | 68                 |    |              | CSKA Moscow        | 78                 |  |

## Semifinales

### FC Barcelonavs.Real Madrid
El Real Madrid entró en la Final Four como el claro favorito, después de haber registrado la diferencia de puntos más alta en fase de grupos (+237) y Top 16 (+143). En las dos primeras fases llevó a cabo un registro de 24 victorias y 4 derrotas.
Después de que el FC Barcelona tuviera un inicio de 12-4, el Real Madrid dominó todo el partido. El Real Madrid anotó 14 triples y llevó un ritmo vertiginoso para vencer a su rival por quinta vez en todo año. Sergio Rodríguez del Real Madrid se convirtió el máximo anotador con 21 puntos, seguido por su compañero Nikola Mirotić que anotó 19 puntos. Otros tres jugadores del Real Madrid anotaron más de 10 puntos.
| 16 de mayo de 2014 21:00 (UTC+2) | FC Barcelona                                                 | 62–100               | Real Madrid                                                                         | |  |
|                                  | Parciales: 20–20, 17–25, 11–28, 14–27                        |                      |                                                                                     | |  |
|                                  | Estadísticas 16 Ante Tomić 8 Ante Tomić 6 Marcelinho Huertas | Reporte Pts Reb Asts | Estadísticas Sergio Rodríguez 21 Sergio Llull/Marcus Slaughter 5 Sergio Rodríguez 6 | Pabellón: Mediolanum Forum, Milán Asistencia: 11.843 espectadores Árbitros: Christos Christodoulou Ilija Belošević Robert Lottermoser |  |

### CSKA Moscowvs.Maccabi Electra Tel Aviv
El CSKA Moscow entró en su duelo de semifinales ante el Maccabi Electra Tel Aviv después de haber ganado sus dos enfrentamientos de la temporada. Parecía que el CSKA Moscow iba a pasar a la final cuando se pusieron con 15 puntos de ventaja (55-40) al final del tercer cuarto. Sin embargo, el Maccabi Electra Tel Aviv, liderado por el escolta Tyrese Rice, y con el apoyo de la gran mayoría de los aficionados presentes, consiguió una sorprendente remontada. Rice anotó la canasta decisiva con una bandeja a falta de 5 segundos del final, que le dio al Maccabi Electra Tel Aviv una ventaja de 68-67, posteriormente Sonny Weems falló un triple a la desesperada sobre la bocina. David Blu fue el máximo anotador del Maccabi Electra Tel Aviv con 15 puntos.
| 16 de mayo de 2014 18:00 (UTC+2) | CSKA Moscow                                                | 67–68                | Maccabi Electra Tel Aviv                               | |  |
|                                  | Parciales: 19–16, 19–14, 17–15, 12–23                      |                      |                                                        | |  |
|                                  | Estadísticas 14 Sasha Kaun 10 Viktor Khryapa 6 Sonny Weems | Reporte Pts Reb Asts | Estadísticas David Blu 15 Devin Smith 9 Yogev Ohayon 4 | Pabellón: Mediolanum Forum, Milán Asistencia: 11.843 espectadores Árbitros: Sasa Pukl Milivoje Jovčić Borys Ryzhyk |  |

## Tercer puesto
| 18 de mayo de 2014 17:00 (UTC+2) | FC Barcelona                                                            | 93–78                | CSKA Moscow                                                  | |  |
|                                  | Parciales: 21–24, 29–23, 19–17, 24–14                                   |                      |                                                              | |  |
|                                  | Estadísticas 20 Juan Carlos Navarro 12 Joey Dorsey 7 Marcelinho Huertas | Reporte Pts Reb Asts | Estadísticas Sasha Kaun 12 Viktor Khryapa 4 Viktor Khryapa 7 | Pabellón: Mediolanum Forum, Milán Asistencia: 11.843 espectadores Árbitros: Robert Lottermoser Fernando Rocha Rüştü Nuran |  |

## Final
Antes del partido, el Real Madrid era el claro favorito para conquistar su novena Copa de Europa. El Real Madrid tuvo un buen comienzo, tomando una ventaja de 11 puntos en el primer cuarto tras una escapada de 19-2. Sin embargo, el Maccabi Electra Tel Aviv se defendió con una serie de ataques rápidos y acabó a sólo dos puntos en el medio tiempo.
Parecía que el Maccabi Electra Tel Aviv se llevaría la victoria cuando se puso con cuatro puntos de ventaja a menos de un minuto para el final, después de una segunda parte de ida y vuelta en la que nadie conseguía ventajas mayores de cuatro puntos. Sin embargo, el Real Madrid tuvo cuatro tiros libres consecutivos de Sergio Rodríguez y Ioannis Bourousis para a empatar el partido. Tyrese Rice, falló un triple sobre la bocina que le hubiera dado la victoria al Maccabi Electra Tel Aviv. Finalmente, el partido se fue a la prórroga, por primera vez desde 1969. Rice brilló en la prórroga, anotando 14 puntos, otorgándole al Maccabi Electra Tel Aviv una diferencia inalcanzable para finalmente conseguir la victoria por 98-86. En total, Rice anotó 21 de sus 26 puntos entre el último cuarto y la prórroga., en tanto que Rodríguez lideró al Real Madrid con 21 puntos.
El triunfo le dio a Maccabi Electra Tel Aviv su sexta Copa de Europa. Para el Real Madrid, fue el segundo año consecutivo que pierde la final.
| 18 de mayo de 2014 20:00 (UTC+2) | Real Madrid                                                         | 86–98                | Maccabi Electra Tel Aviv                                 | |  |
|                                  | Parciales: 16-15, 19-18, 20-20, 18-20 (T.E.: 13-25)                 |                      |                                                          | |  |
|                                  | Estadísticas 21 Sergio Rodríguez 9 Ioannis Bourousis 8 Sergio Llull | Reporte Pts Reb Asts | Estadísticas Tyrese Rice 26 Alex Tyus 11 Ricky Hickman 3 | Pabellón: Mediolanum Forum, Milán Asistencia: 11.843 espectadores Árbitros: Christos Christodoulou Sasa Pukl Milivoje Jovčić |  |

| Quinteto inicial: | Quinteto inicial: | Quinteto inicial: | P  | R | A |
| ----------------- | ----------------- | ----------------- | -- | - | - |
| B                 | 23                | Sergio Llull      | 0  | 2 | 8 |
| E                 | 5                 | Rudy Fernández    | 15 | 8 | 4 |
| A                 | 21                | Tremmell Darden   | 7  | 7 | 0 |
| AP                | 11                | Nikola Mirotić    | 12 | 7 | 1 |
| P                 | 30                | Ioannis Bourousis | 12 | 9 | 0 |
| Suplentes:        | Suplentes:        | Suplentes:        | P  | R | A |
| AP                | 9                 | Felipe Reyes      | 12 | 6 | 0 |
| A                 | 11                | Dani Díez         | 0  | 0 | 0 |
| B                 | 13                | Sergio Rodríguez  | 21 | 2 | 2 |
| E                 | 20                | Jaycee Carroll    | 5  | 1 | 0 |
| AP                | 44                | Marcus Slaughter  | 2  | 0 | 0 |
| P                 | 50                | Salah Mejri       | 0  | 1 | 0 |
| Entrenador:       |                   |                   |    |   |   |
| Pablo Laso        |                   |                   |    |   |   |

| Quinteto inicial: | Quinteto inicial: | Quinteto inicial:      | P  | R  | A |
| ----------------- | ----------------- | ---------------------- | -- | -- | - |
| B                 | 12                | Yogev Ohayon           | 4  | 5  | 1 |
| E                 | 7                 | Ricky Hickman          | 18 | 6  | 3 |
| A                 | 6                 | Devin Smith            | 15 | 7  | 0 |
| AP                | 10                | Guy Pnini              | 0  | 2  | 2 |
| P                 | 21                | Sofoklis Schortsanitis | 9  | 3  | 1 |
| Suplentes:        | Suplentes:        | Suplentes:             | P  | R  | A |
| B                 | 4                 | Tyrese Rice            | 26 | 4  | 2 |
| E                 | 8                 | Joe Ingles             | 0  | 1  | 0 |
| AP                | 9                 | Alex Tyus              | 12 | 11 | 1 |
| P                 | 11                | Andrija Žižić          |    |    |   |
| A                 | 13                | David Blu              | 14 | 4  | 1 |
| P                 | 14                | Ben Altit              |    |    |   |
| AP                | 15                | Sylven Landesberg      |    |    |   |
| Entrenador:       |                   |                        |    |    |   |
| David Blatt       |                   |                        |    |    |   |

| Quinteto inicial: | Quinteto inicial: | Quinteto inicial: | P  | R | A |
| ----------------- | ----------------- | ----------------- | -- | - | - |
| B                 | 23                | Sergio Llull      | 0  | 2 | 8 |
| E                 | 5                 | Rudy Fernández    | 15 | 8 | 4 |
| A                 | 21                | Tremmell Darden   | 7  | 7 | 0 |
| AP                | 11                | Nikola Mirotić    | 12 | 7 | 1 |
| P                 | 30                | Ioannis Bourousis | 12 | 9 | 0 |
| Suplentes:        | Suplentes:        | Suplentes:        | P  | R | A |
| AP                | 9                 | Felipe Reyes      | 12 | 6 | 0 |
| A                 | 11                | Dani Díez         | 0  | 0 | 0 |
| B                 | 13                | Sergio Rodríguez  | 21 | 2 | 2 |
| E                 | 20                | Jaycee Carroll    | 5  | 1 | 0 |
| AP                | 44                | Marcus Slaughter  | 2  | 0 | 0 |
| P                 | 50                | Salah Mejri       | 0  | 1 | 0 |
| Entrenador:       |                   |                   |    |   |   |
| Pablo Laso        |                   |                   |    |   |   |

| Quinteto inicial: | Quinteto inicial: | Quinteto inicial:      | P  | R  | A |
| ----------------- | ----------------- | ---------------------- | -- | -- | - |
| B                 | 12                | Yogev Ohayon           | 4  | 5  | 1 |
| E                 | 7                 | Ricky Hickman          | 18 | 6  | 3 |
| A                 | 6                 | Devin Smith            | 15 | 7  | 0 |
| AP                | 10                | Guy Pnini              | 0  | 2  | 2 |
| P                 | 21                | Sofoklis Schortsanitis | 9  | 3  | 1 |
| Suplentes:        | Suplentes:        | Suplentes:             | P  | R  | A |
| B                 | 4                 | Tyrese Rice            | 26 | 4  | 2 |
| E                 | 8                 | Joe Ingles             | 0  | 1  | 0 |
| AP                | 9                 | Alex Tyus              | 12 | 11 | 1 |
| P                 | 11                | Andrija Žižić          |    |    |   |
| A                 | 13                | David Blu              | 14 | 4  | 1 |
| P                 | 14                | Ben Altit              |    |    |   |
| AP                | 15                | Sylven Landesberg      |    |    |   |
| Entrenador:       |                   |                        |    |    |   |
| David Blatt       |                   |                        |    |    |   |

| Campeones de la Turkish Airlines Euroleague 2013-14 |
| --------------------------------------------------- |
| Maccabi Electra Tel Aviv Sexto título               |

## Reacciones
La sorprendente victoria del Maccabi Electra Tel Aviv provocó celebraciones entre sus simpatizantes, que llenaron la Plaza Rabin. El presidente israelí, Shimon Peres llamó para felicitar al equipo diciendo "Vi todo el partido y casi me da un ataque al corazón. Ustedes son nuestros héroes y son motivo de orgullo increíble para el Estado de Israel". El primer ministro Benjamin Netanyahu también ofreció sus felicitaciones personales.
Los aficionados españoles expresaron su frustración a través de Twitter. Los aproximadamente 18.000 mensajes de contenido antisemita que fueron editados a través de las redes sociales, provocaron una demanda presentada por las comunidades judías locales y una disculpa oficial por parte de la liga.

La Euroleague Basketball desea expresar su absoluta condena a los comentarios racistas y discriminatorios realizados principalmente a través de las redes sociales tras la victoria del Maccabi Electra Tel Aviv el domingo en la final de la Euroleague. La Euroleague, una competición deportiva con equipos de doce países diferentes, celebra la diversidad de lenguas, culturas, razas y religiones, a la vez que promueve el deporte en general y el baloncesto en particular, como una herramienta para la unión y la integración de las comunidades. La Euroleague Basketball continuará sin cesar sus esfuerzos por eliminar cualquier tipo de discriminación y erradicar esas actitudes racistas. Deseamos que la gente que hace ese tipo de comentarios aprenda de los aficionados que viajaron desde España, Rusia, Israel y muchos otros países para asistir a la reciente Fase Final de Milán, en donde coexistieron en perfecta armonía y total respeto mutuo, reunidos por una misma pasión: el baloncesto. La Euroleague Basketball colaborará con las autoridades competentes de cualquier manera posible con el fin de eliminar ese tipo de comportamiento discriminatorio.